# ۶۱۷ (قمری)
۶۱۷ (قمری)، ششصد و هفدهمین سال در گاهشماری هجری قمری است. اول محرم این سال برابر با هشتم مارس سال ۱۲۲۰ میلادی است.